# Adrian Ramsay
Adrian Philip Ramsay (né en août 1981) est un homme politique britannique qui est co-leader du Parti vert d'Angleterre et du Pays de Galles depuis 2021 et député de Waveney Valley depuis 2024. Il est auparavant chef adjoint du Parti Vert d'Angleterre et du Pays de Galles de 2008 à 2012. Il est conseiller municipal de Norwich de 2003 à 2011.

## Jeunesse et éducation
Ramsay est né et grandit à Norwich. Il fait ses études à la City of Norwich School, est diplômé de l'Université d'East Anglia avec un diplôme en politique et une maîtrise.
Il travaille comme directeur général du Center for Alternative Technology de 2014 à 2019 et de 2019 à 2024, il est PDG de la MCS Charitable Foundation,.

## Début de carrière politique

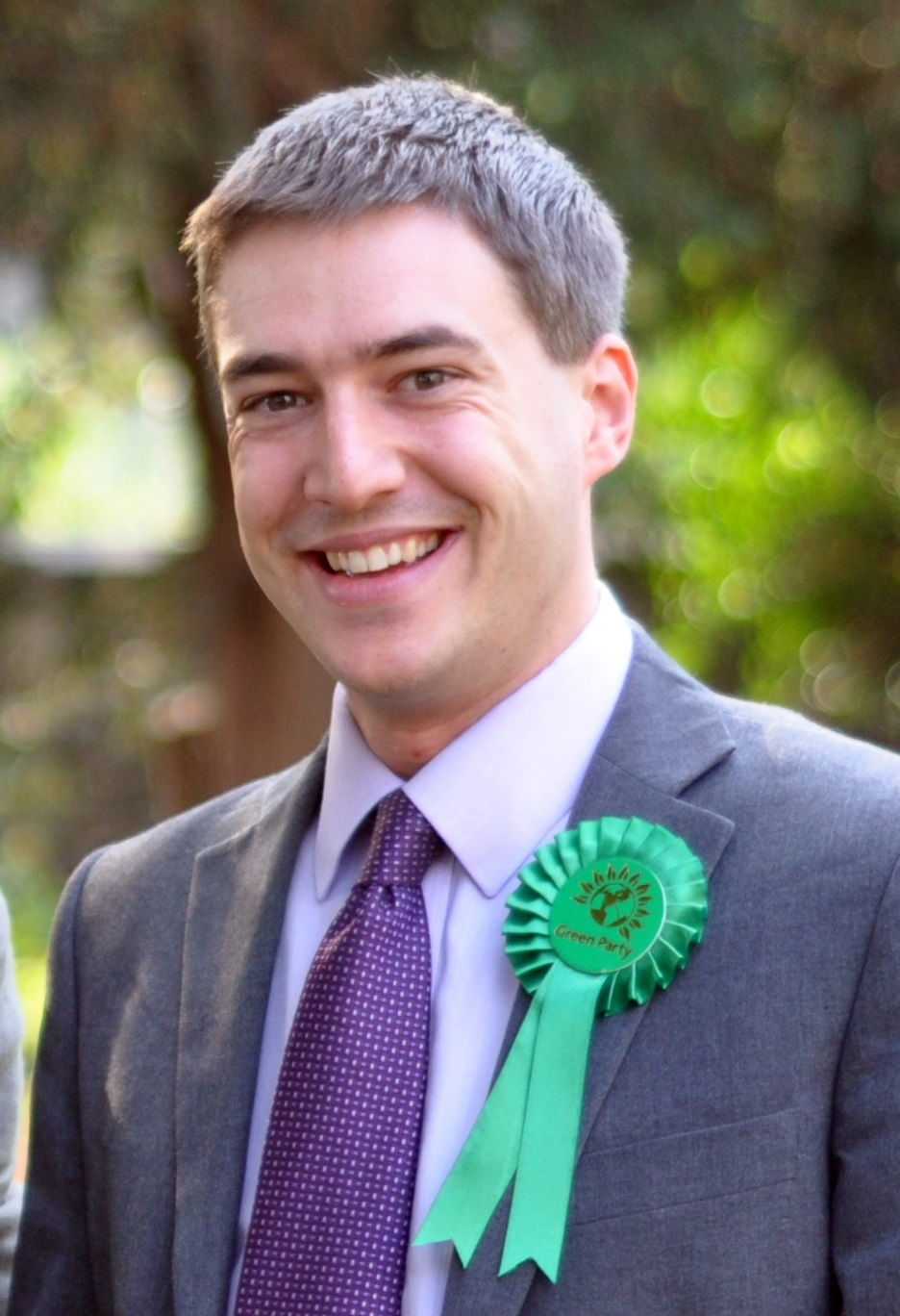
Ramsay en 2010

Ramsay est élu pour la première fois au conseil municipal de Norwich représentant le quartier Henderson en mai 2003, représentant le Parti vert. Agé de 21 ans, il est l'un des plus jeunes conseillers du Royaume-Uni. Il est réélu en juin 2004 pour Nelson Ward.
Dans un article de la BBC de mai 2006, Ramsay est décrit comme « poursuivant une carrière à temps plein grâce à son travail au conseil avec une allocation annuelle de 9 500 £ ». En 2007, il est élu une troisième fois. En 2010, il est chef de l'opposition au Conseil. Il ne se représente pas aux élections locales de 2011 au conseil municipal de Norwich.
Ramsay est élu sans opposition comme premier chef adjoint du Parti vert d'Angleterre et du Pays de Galles le 5 septembre 2008. En 2009, il prononce un discours lors de la conférence du parti appelant à la fin des accords d'initiative de financement privé dans le NHS. Il est réélu chef adjoint lors de l'élection à la direction de 2010 avec 73,4 % des voix. Il est envisagé comme un successeur possible de la première chef du parti, Caroline Lucas, mais ne se présente pas aux élections à la direction de 2012 ni comme chef adjoint,.
Le 16 août 2021, Ramsay annonce sa candidature comme co-leader du Parti Vert aux côtés de la conseillère de Bristol Carla Denyer. Il déclare que le sixième rapport d'évaluation du GIEC l'a motivé à revenir en politique. La candidature commune des deux militants met l'accent sur la professionnalisation du parti et sur l'obtention d'un deuxième député vert et d'un premier membre vert du Senedd (MS),.
L'annonce de l'élection du binome est faite le 1er octobre 2021.

## Carrière parlementaire
Ramsay se présente comme candidat parlementaire dans la circonscription de Norwich Sud aux élections générales de 2005. Il arrive quatrième, avec 7,4% des voix (3 101 voix).
Ramsay se présente à nouveau pour Norwich Sud aux élections générales de 2010. Ramsay arrive en quatrième position avec 14,9 % des voix (7 095 voix),. Il co-organise la campagne de Lucas à Brighton Pavilion où elle est élue première députée verte du Royaume-Uni.
Aux élections générales de 2024, il est élu député de Waveney Valley avec 20 467 voix (41,7 %) et une majorité de 5 593 voix sur le deuxième candidat conservateur. Il est le premier député vert à obtenir un siège dans l'Est de l'Angleterre,.
Peu de temps après son entrée en fonction, Ramsay exprime son opposition aux projets du gouvernement visant à construire un couloir de pylônes de 100 milles pour relier sa circonscription du Suffolk à l'énergie éolienne offshore. Ramsay se dit favorable à l'examen d'autres options, notamment un réseau offshore.